# 郵政大学校

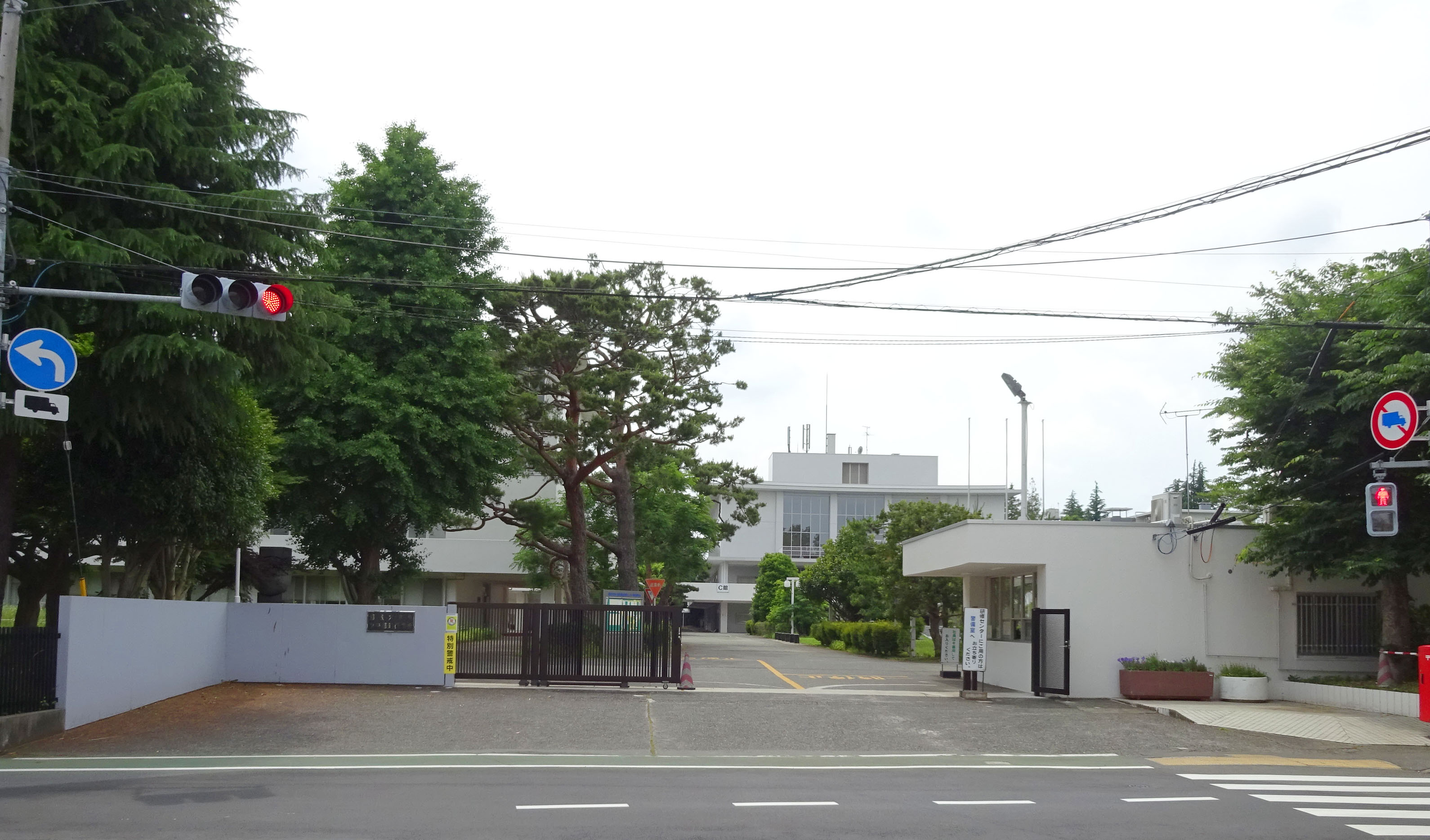
郵政大学校

郵政大学校（ゆうせいだいがっこう、英称：POSTAL COLLEGE）は、日本郵政が管理する日本郵政グループ職員向けの研修施設。東京都国立市に所在する。
本項では、日本各地に設置されている「郵政研修センター（ゆうせいけんしゅうせんたー）」も記す。

## 概要

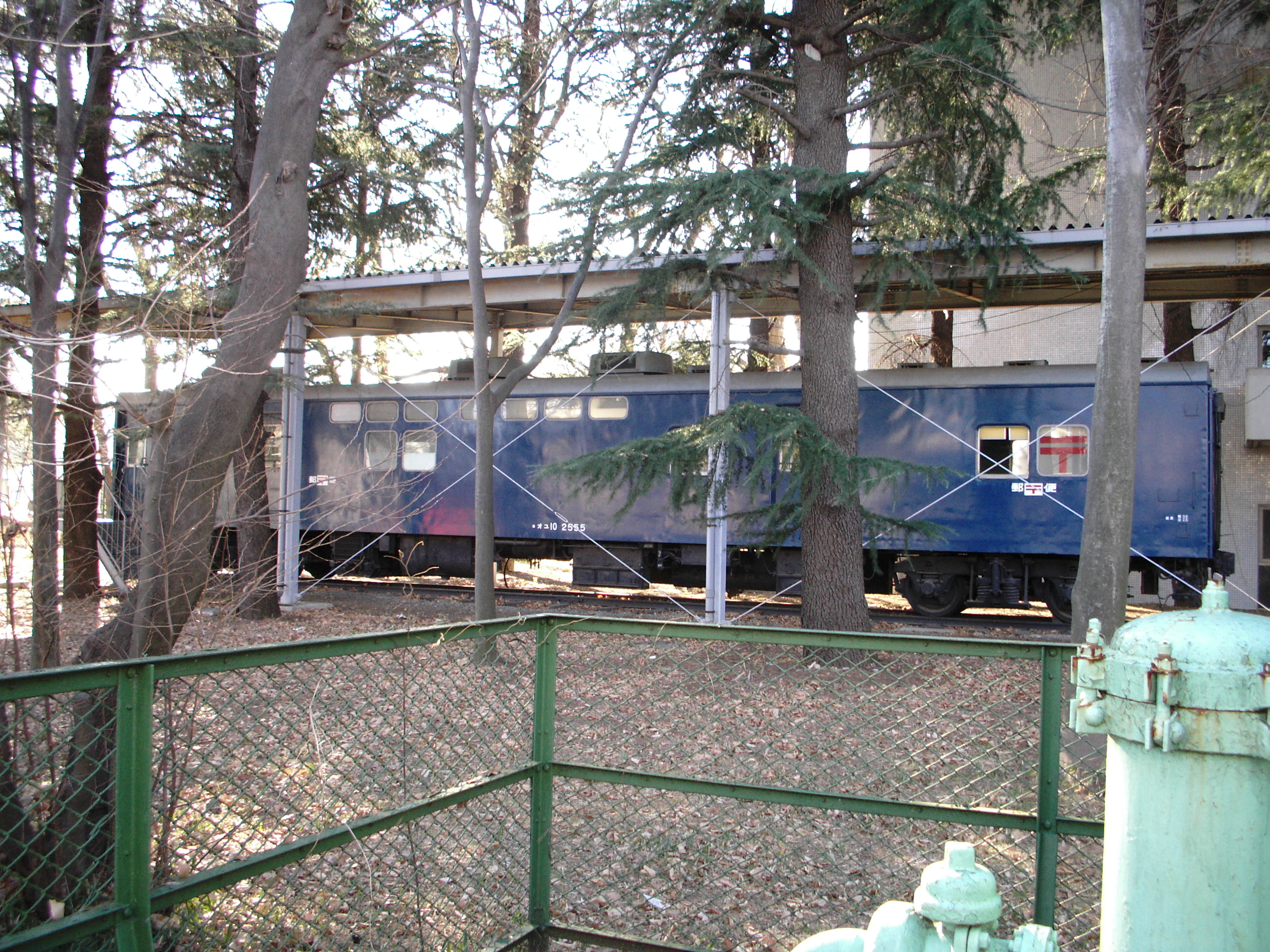
敷地内に保存されている郵便車（オユ10 2555）

郵政大学校・郵政研修センターは、日本郵政グループの日本郵政、日本郵便、ゆうちょ銀行、かんぽ生命保険の各社員に、各種研修・訓練を施す施設である。
郵政大学校は中央郵政研修センターに入居し、研修センターは日本各地10か所に設置する。
郵政省時代は郵政省（国）の施設等機関で、研修センターは「郵政研修所」と称した。以後は総務省郵政事業庁の施設等機関、日本郵政公社の附属機関、郵政民営化で郵便局株式会社の組織となり、郵政研修所は「郵政研修センター」に改称された。郵政大学校は民営化により一時機能停止状態となっていたが、2011年4月1日から郵便局会社の親会社である日本郵政が、民間会社として改めて郵政大学校・中央郵政研修センターを設置し、研修業務を実施することが認可された。
ホールは地域住民に使用されることもある。産業遺産である郵便車（鉄道車両。オユ10 2555）を保存する。

## 郵政研修センター一覧
| 名称                   | 郵便番号   | 所在地               | 受持地域           | 受持都道府県                                                     |
| ---------------------- | ---------- | -------------------- | ------------------ | ---------------------------------------------------------------- |
| 北海道郵政研修センター | 〒064-8798 | 北海道札幌市中央区   | 北海道地方         | 北海道                                                           |
| 東北郵政研修センター   | 〒982-8798 | 宮城県仙台市太白区   | 東北地方           | 青森県、岩手県、宮城県、秋田県、山形県、福島県                   |
| 中央郵政研修センター   | 〒186-8798 | 東京都国立市         | 関東地方           | 茨城県、栃木県、群馬県、埼玉県、千葉県、東京都、神奈川県、山梨県 |
| 信越郵政研修センター   | 〒380-8798 | 長野県長野市         | 信越地方           | 新潟県、長野県                                                   |
| 北陸郵政研修センター   | 〒921-8798 | 石川県金沢市         | 北陸地方           | 富山県、石川県、福井県                                           |
| 東海郵政研修センター   | 〒511-8798 | 三重県桑名市         | 東海地方           | 岐阜県、静岡県、愛知県、三重県                                   |
| 近畿郵政研修センター   | 〒636-8798 | 奈良県北葛城郡河合町 | 近畿地方           | 滋賀県、京都府、大阪府、兵庫県、奈良県、和歌山県                 |
| 中国郵政研修センター   | 〒734-8798 | 広島県広島市南区     | 中国地方           | 鳥取県、島根県、岡山県、広島県、山口県                           |
| 四国郵政研修センター   | 〒790-8798 | 愛媛県松山市         | 四国地方           | 徳島県、香川県、愛媛県、高知県                                   |
| 九州郵政研修センター   | 〒814-8798 | 福岡県福岡市早良区   | 九州地方、沖縄地方 | 福岡県、佐賀県、長崎県、熊本県、大分県、宮崎県、鹿児島県、沖縄県 |
| 郵政大学校             | 〒186-8797 | 東京都国立市         | 全国47都道府県     | 全国47都道府県                                                   |

## 沿革
- 1943年（昭和18年）4月 - 逓信官吏練習所国立分室（中央郵政研修センターの前身）設置。
- 1946年（昭和21年）
  - 5月 - 東京普通逓信講習所高円寺分室を国立市に移転。
  - 10月 - 東京普通逓信講習所吉祥寺分室を国立市に移転
- 1948年（昭和23年）11月 - 東京普通逓信講習所国立分室を廃止し、「東京郵政職員訓練所」を設置。
- 1949年（昭和24年）6月 - 郵政省の発足に伴い、「郵政職員訓練所東京研修所」と改称。
- 1952年（昭和27年）12月 - 「郵政職員訓練所東京研修所」を「郵政職員訓練所中央研修所」と改称。
- 1954年（昭和29年）3月 - 「郵政職員訓練所中央研修所」を「中央郵政研修所」と改称。
- 1965年（昭和40年）7月 - 「郵政大学校」を創設。